# Troglosternus neoecitonis
Troglosternus neoecitonis är en skalbaggsart som beskrevs av Dégallier 1998. Troglosternus neoecitonis ingår i släktet Troglosternus och familjen stumpbaggar. Inga underarter finns listade i Catalogue of Life.